# 東雲 (東雲型駆逐艦)
東雲（しののめ）は、大日本帝国海軍の駆逐艦で、東雲型駆逐艦のネームシップである。同名艦に吹雪型駆逐艦（特I型）の「東雲」があるため、こちらは「東雲（初代）」や「東雲I」などと表記される。

## 艦歴
1897年（明治30年）10月、イギリスのソーニクロフト社で「第三号水雷艇駆逐艇」として起工。1898年（明治31年）3月16日、第三号水雷艇駆逐艇は「東雲」と命名される。3月21日、帝国海軍は海軍軍艦及水雷艇類別標準を制定。東雲型の各艦は水雷艇駆逐艇に分類された。
1899年（明治32年）2月1日に竣工し、水雷艇（駆逐艇）に類別。同年4月15日、横須賀に到着。1900年（明治33年）6月22日、帝国海軍は海軍艦艇類別標準を制定、水雷艇駆逐艇の分類が廃止され、軍艦の一種として「駆逐艦」の種別が設けられた。東雲型の各艦も駆逐艦に類別されるとともに、同日付で佐世保鎮守府所管となる。また不知火以外の5隻は常備艦隊に編入された。
1902年（明治35年）6月7日、沖縄県を巡航中に池間島北方に広がる八重干瀬で座礁。巡洋艦明石、済遠、駆逐艦薄雲の救助を受けた後、8月5日に佐世保に帰港した。
1904年（明治37年）、日露戦争が勃発した際には第一艦隊（司令長官：東郷平八郎海軍中将、旗艦：戦艦三笠）の第三駆逐隊に所属していた。2月8日の第一回旅順口攻撃では、防護巡洋艦パルラーダに魚雷を命中させる戦果を挙げた。その後黄海海戦、日本海海戦などにも参加した。戦勝後の1905年（明治38年）10月23日、横浜沖で挙行された凱旋観艦式に参列、第四列に配置された。
1905年(明治38年)12月12日駆逐艦に種別が変更された。
1912年（大正元年）8月28日、日本海軍は艦艇類別標準を改正。駆逐艦のカテゴリーが軍艦から分離され、計画排水量1,000トン以上を一等、1,000トン未満600トン以上を二等、600トン未満を三等駆逐艦と規定された。東雲型駆逐艦は三等駆逐艦に類別された。
1913年（大正2年）7月20日、淡水から馬公に回航の途中、台南庁安平港北西沖で暴風のため座礁。同年7月23日、船体切断し沈没。同年8月6日、除籍。同年11月29日、沈没のまま売却。

## 艦長
※『日本海軍史』第9巻・第10巻の「将官履歴」及び『官報』に基づく。
艦長
- 磯部謙 少佐：1900年6月22日 - 1902年9月4日
- 吉田孟子 大尉：1903年12月11日 - 1905年6月14日
- 森本義寛 大尉：1905年6月14日 - 12月12日

駆逐艦長
- 森本義寛 少佐：1905年12月12日 - 1906年1月25日
- （兼）森駿蔵 少佐：1906年1月25日 - 4月1日
- 柴内豪吉 大尉：1906年4月1日 - 1907年9月28日
- 鮫島香 大尉：1907年9月28日 - 1908年2月1日
- 伊東真三郎 大尉：1908年2月1日 - 5月16日
- 野田為良 大尉：1908年5月16日 - 12月23日
- （兼）酒井重之助 大尉：1908年12月23日 - 1909年2月1日
- 岡田政次郎 大尉：1909年2月1日 - 12月1日
- 中村熊三 大尉：1909年12月1日 - 1911年4月1日
- （兼）松平胖 大尉：1911年4月1日 - 4月17日
- 山田虎雄 大尉：1911年4月17日 - 1912年7月13日
- 野村与一 大尉：1912年7月13日 - 1913年1月8日
- 白木豊 大尉：1913年1月8日 - 不詳